# FIA Motorsport Games 2019
Navigation
Édition suivante
Les FIA Motorsport Games 2019 sont la 1re édition des FIA Motorsport Games, organisé du 31 octobre au 3 novembre 2019 à Rome.

## Sites
Le coup d'envoie des FIA Motorsport Games est donné à Rome, via une parade en ville. Plusieurs autos s'élancent du Palais de la civilisation italienne pour rejoindre le Circus Maximus, où se tient la cérémonie d'ouverture de la compétition. L'intégralité de la compétition se déroule au circuit de Vallelunga.
| \| Circus Maximus Circuit de Vallelunga \| |
| Circus Maximus Circuit de Vallelunga       |

| Circus Maximus Circuit de Vallelunga |

## Disciplines
Six disciplines sont au programme pour cette première édition : GT, tourisme, Formule 4, drift, karting (slalom) et Esport.

## Délégations
| Pays              | GT                                              | Tourisme                 | Formule 4         | Drift                     | Karting                                                      | Esport                |
| ----------------- | ----------------------------------------------- | ------------------------ | ----------------- | ------------------------- | ------------------------------------------------------------ | --------------------- |
| Albanie           |                                                 |                          |                   |                           | Alexia Karaguni Kristofor Mjeshtri                           |                       |
| Allemagne         | Steffen Görig Alfred Renauer                    | Luca Engstler            | Niklas Krütten    |                           | Janina Burkard Florian Benedikt Vietze                       | Mikail Hizal          |
| Australie         | Stephen Grove Benton Grove                      |                          | Luis Leeds        |                           |                                                              | Cody Nikola Latkovski |
| Autriche          |                                                 |                          |                   | Daniel Brandner           | Jorden Dolischka Charlie Fredrik Wurz                        |                       |
| Biélorussie       | Alexander Talkanitsa Sr Alexander Talkanitsa Jr |                          |                   | Dzmitry Nahula            | Shuba Kseniya Aliaksei Savin                                 | Kirill Piletsky       |
| Belgique          | Louis Machiels Nico Verdonck                    | Gilles Magnus            |                   |                           | Antoine Morlet Manon Degotte                                 | Felix Ferir           |
| Brésil            |                                                 |                          | João Rosate       |                           |                                                              |                       |
| Chine             | Yaqi Zhang Kan Zang                             | Zhendong Zhang           |                   |                           |                                                              | Yin Zheng             |
| Costa Rica        |                                                 |                          |                   |                           |                                                              | Bernal Valverde       |
| Croatie           |                                                 |                          |                   |                           | Sandro Ivanjko Stefani Mogorović                             |                       |
| Danemark          | Jens Møller Christina Nielsen                   |                          | Malthe Jakobsen   | Dennis Hansen             | Jonas Højgaard Jakobsen Sarah Kronborg Madsen                | Ian Andersen          |
| Espagne           | Álvaro Lobera Fernando Navarrete                | Gonzalo Martin de Andrés | Belén García      |                           |                                                              |                       |
| Estonie           |                                                 |                          |                   | Ao Vaida                  |                                                              |                       |
| États-Unis        | Spencer Pumpelly Robert Ferriol                 | Mason Filippi            |                   |                           |                                                              |                       |
| Finlande          |                                                 |                          | William Alatalo   | Juha Pöytälaakso          |                                                              |                       |
| France            | Jean-Luc Beaubelique Jim Pla                    | John Filippi             | Reshad Degerus    | Benjamin Boulbes          | Doriane Pin Esteban Masson                                   | Kevin Leaune          |
| Géorgie           |                                                 |                          |                   | Mevlud Meladze            | Elizaveta Bagramovi Nika Kobosnidze                          | Archil Tsimakuridze   |
| Hong Kong         | Paul Ip Marchy Lee                              | Ka To Jim                | Hugo Hung         |                           |                                                              | Yat Lam Law           |
| Hongrie           |                                                 | Norbert Kiss             | László Tóth       | Zoltán Szántó             | Dorka Kiss Bálint Attila Németh                              | Benjámin Báder        |
| Inde              |                                                 |                          |                   |                           | Suriyavarathan Karthikeyan Shravanthika Lakshmi Shyam Kumaar |                       |
| Irlande           |                                                 |                          | Lucca Allen       |                           |                                                              | Keith Dempsey         |
| Israël            |                                                 |                          | Ido Cohen         |                           | Ben Pinto Yarden Oved                                        |                       |
| Italie            | Gianluca Roda Giorgio Roda                      | Enrico Bettera           | Andrea Rosso      | Federico Sceriffo         | Emma Segattini Paolo Gallo                                   | Stefano Conte         |
| Japon             | Hiroshi Hamaguchi Ukyo Sasahara                 |                          | Kazuto Kotaka     |                           |                                                              |                       |
| Koweït            | Khaled Al-Mudhaf Zaid Ashkanani                 | Salem Alnusif            | Mohammed Al-Nusif | Ali Makhseed              | Hessa Alfares Marshad Almarshad                              | Rashed Alrashdan      |
| Lettonie          |                                                 | Valters Zviedris         |                   | Edmunds Berzins           | Emīlija Bertāne Nikolass Bertānss                            | Krišs Jaunzemis       |
| Lituanie          |                                                 | Julius Adomavičius       |                   | Benediktas Čirba          | Skaistė Petrauskaitė Kajus Šikšnelis                         | Martynas Sidunovas    |
| Macédoine du Nord |                                                 |                          |                   |                           |                                                              | Valentin Latkovski    |
| Malaisie          | Adrian Henry D'Silva Weiron Tan                 |                          | Jasper Thong      |                           |                                                              | Mior Hafiz            |
| Malte             |                                                 |                          |                   | Kane Pisani               |                                                              |                       |
| Mexique           |                                                 |                          |                   |                           | Flavio Emil Bustamante Abed Andrea Sierra Ruíz               | Daniel Gutierrez      |
| Norvège           |                                                 | Kristian Moe Sætheren    |                   | Odd-Helge Helstad         | Isabell Rustad Marcus Myrseth                                | Tommy Østgaard        |
| Nouvelle-Zélande  |                                                 | Faine Kahia              | Flynn Mullany     |                           |                                                              |                       |
| Pays-Bas          |                                                 | Tom Coronel              |                   | Rick van Goethem          | Nina Pothof Bastiaan Alexander van Loenen                    | Leon Ackermann        |
| Pologne           | Andrzej Lewandowski Artur Janosz                |                          |                   |                           | Krzysztof Kacper Gardziel Sara Sandra Kaƚuzińska             | Marcin Świderek       |
| Portugal          | Miguel Ramos Henrique Chaves                    |                          | Mariano Pires     | Diego Manuel Dias Correia | Matilde Maria Freire Puga Martim Estevão Fidalgo             |                       |
| Roumanie          |                                                 |                          |                   | Vlad Andrei Stanescu      |                                                              |                       |
| Royaume-Uni       | Flick Haigh Christopher Froggatt                | Rory Butcher             |                   |                           | Jessica Edgar Samuel Shaw                                    | James Baldwin         |
| Russie            | Rinat Salikhov Denis Bulatov                    | Klim Gavrilov            | Pavel Bulantsev   | Ilya Fedorov              | Olesia Vashchuk Vladislav Bushuev                            | Vasily Anufriev       |
| Serbie            |                                                 |                          |                   |                           | Aleksa Lazarac Nikola Tošić                                  |                       |
| Singapour         |                                                 |                          |                   |                           |                                                              | Charles Theseira      |
| Slovaquie         |                                                 | Maťo Homola              |                   | János Onódi               | Barbora Bauerová Michal Vilim                                | Dávid Nemček          |
| Suède             |                                                 | Jessica Bäckman          |                   | Christian Erlandsson      | Anna Glaerum Alexander Spetz                                 | Robin Noborg          |
| Suisse            | Christoph Lenz Patric Niederhauser              |                          |                   | Yves Meyer                |                                                              | Fredy Eugster         |
| Taïwan            | Hanss Lin Evan Chen                             |                          |                   |                           |                                                              | Yi Teng Chou          |
| Tchéquie          |                                                 | Dušan Kouřil             | Václav Šafář      | Michal Reichert           |                                                              | Filip Mareš           |
| Thaïlande         | Vutthikorn Inthraphuvasak Kantadhee Kusiri      |                          |                   |                           | Sitavee Limnantharak Ananthorn Tangniannatchai               | Thananon Inthongsuk   |
| Turquie           | Salih Yoluç Ayhancan Güven                      |                          |                   |                           |                                                              |                       |
| Ukraine           |                                                 |                          |                   | Dmitriy Illyuk            | Veronika Kononenko Heorhii Krasko                            |                       |

## Tableau des médailles
| Rang | Nation     | Or | Argent | Bronze | Total |
| ---- | ---------- | -- | ------ | ------ | ----- |
| 1    | Russie     | 1  | 0      | 2      | 3     |
| 2    | Italie     | 1  | 0      | 1      | 2     |
| 2    | Australie  | 1  | 0      | 1      | 2     |
| 4    | Pays-Bas   | 1  | 0      | 0      | 1     |
| 4    | Ukraine    | 1  | 0      | 0      | 1     |
| 4    | Japon      | 1  | 0      | 0      | 1     |
| 7    | Belgique   | 0  | 2      | 0      | 2     |
| 8    | Tchéquie   | 0  | 1      | 0      | 1     |
| 8    | Costa Rica | 0  | 1      | 0      | 1     |
| 8    | Allemagne  | 0  | 1      | 0      | 1     |
| 8    | Pologne    | 0  | 1      | 0      | 1     |
| 12   | Finlande   | 0  | 0      | 1      | 1     |
| 12   | Slovaquie  | 0  | 0      | 1      | 1     |

## Épreuves

### GT

#### Réglementation
La compétition se déroule sur des autos répondant à la réglementation GT3. Chaque fédération doit nommer un binôme de pilotes : il peut y avoir soit un pilote Argent et un pilote Bronze selon la catégorisation des pilotes de la FIA, soit deux pilotes Bronze. Après deux sessions d'essais, les pilotes doivent participer à deux sessions qualificatives, chacune déterminant l'ordre de départ des deux premières courses. Les deux premières courses servent à déterminer la grille de départ de la course principale, qui aloue les médailles.

#### Engagés
| N°  | Pilote 1                      | Pilote 2                    | Voiture                  | Équipe                   |
| --- | ----------------------------- | --------------------------- | ------------------------ | ------------------------ |
| 1   | Salih Yoluç (B)               | Ayhancan Güven (A)          | Aston Martin Vantage GT3 | TF Sport                 |
| 4   | Stephen Grove (B)             | Brenton Grove (A)           | Porsche 911 GT3 R        | Herberth Motorsport      |
| 007 | Khaled Al-Mudhaf (B)          | Zaid Ashkanani (A)          | Aston Martin Vantage GT3 | Team Kuwait              |
| 11  | Jens Møller (B)               | Christina Nielsen (A)       | Honda NSX GT3            | Reno Racing              |
| 16  | Adrian Henry D'Silva (B)      | Weiron Tan (A)              | Porsche 911 GT3 R        | Earl Bamber Motorsport   |
| 18  | Spencer Pumpelly (B)          | Robert Ferriol (B)          | Ferrari 488 GT3          | Spirit of Race           |
| 19  | Álvaro Lobera (B)             | Fernando Navarrete (A)      | Lamborghini Huracán GT3  | Racing Team Spain        |
| 21  | Gianluca Roda (B)             | Giorgio Roda (A)            | Ferrari 488 GT3          | AF Corse                 |
| 22  | Paul Ip (B)                   | Marchy Lee (A)              | Honda NSX GT3            | Reno Racing              |
| 51  | Alexander Talkanitsa Sr (B)   | Alexander Talkanitsa Jr (A) | Ferrari 488 GT3          | AT Racing Team           |
| 58  | Christoph Lenz (B)            | Patric Niederhauser (A)     | Lamborghini Huracán GT3  | Ratòn Racing             |
| 66  | Andrzej Lewandowski (B)       | Artur Janosz (A)            | Lamborghini Huracán GT3  | Vincenzo Sospiri Racing  |
| 68  | Hanss Lin (B)                 | Evan Chen (A)               | Lamborghini Huracán GT3  | Gama Racing              |
| 70  | Yaqi Zhang (B)                | Kan Zang (A)                | Mercedes-AMG GT3         | Phantom Pro Racing Team  |
| 87  | Jean-Luc Beaubelique (B)      | Jim Pla (A)                 | Mercedes-AMG GT3         | AKKA ASP                 |
| 88  | Louis Machiels (B)            | Nico Verdonck (A)           | Audi R8 LMS GT3          | Attempto Racing          |
| 93  | Flick Haigh (B)               | Christopher Froggatt (A)    | Ferrari 488 GT3          | Spirit of Race           |
| 99  | Miguel Ramos (B)              | Henrique Chaves (A)         | Audi R8 LMS GT3          | Attempto Racing          |
| 519 | Hiroshi Hamaguchi (B)         | Ukyo Sasahara (A)           | Lamborghini Huracán GT3  | Orange 1 FFF Racing Team |
| 888 | Rinat Salikhov (B)            | Denis Bulatov (A)           | Ferrari 488 GT3          | Team Russia              |
| 911 | Vutthikorn Inthraphuvasak (B) | Kantadhee Kusiri (A)        | Porsche 911 GT3 R        | Dinamic Motorsport       |
| 991 | Steffen Görig (B)             | Alfred Renauer (A)          | Porsche 911 GT3 R        | Herberth Motorsport      |

#### Course 1
| Pos. | no  | Pilote                                            | Écurie                   | Tours | Temps/Abandon                    |
| ---- | --- | ------------------------------------------------- | ------------------------ | ----- | -------------------------------- |
| 1    | 991 | Steffen Görig / Alfred Renauer                    | Porsche 911 GT3 R        | 29    | 1 h 21 min 21 s 471 (153,9 km/h) |
| 2    | 11  | Jens Møller / Christina Nielsen                   | Honda NSX GT3            | 29    | + 8 s 756                        |
| 3    | 66  | Andrzej Lewandowski / Artur Janosz                | Lamborghini Huracán GT3  | 29    | + 13 s 293                       |
| 4    | 93  | Flick Haigh / Christopher Froggatt                | Ferrari 488 GT3          | 29    | + 20 s 370                       |
| 5    | 51  | Alexander Talkanitsa Sr / Alexander Talkanitsa Jr | Ferrari 488 GT3          | 29    | + 31 s 951                       |
| 6    | 70  | Yaqi Zhang / Kan Zang                             | Mercedes-AMG GT3         | 29    | + 36 s 523                       |
| 7    | 21  | Gianluca Roda / Giorgio Roda                      | Ferrari 488 GT3          | 29    | + 39 s 591                       |
| 8    | 88  | Louis Machiels / Nico Verdonck                    | Audi R8 LMS GT3          | 29    | + 39 s 882                       |
| 9    | 4   | Stephen Grove / Brenton Grove                     | Porsche 911 GT3 R        | 29    | + 49 s 625                       |
| 10   | 519 | Hiroshi Hamaguchi / Ukyo Sasahara                 | Lamborghini Huracán GT3  | 29    | + 1 min 00 s 361                 |
| 11   | 888 | Rinat Salikhov / Denis Bulatov                    | Ferrari 488 GT3          | 29    | + 1 min 27 s 621                 |
| 12   | 911 | Vutthikorn Inthraphuvasak / Kantadhee Kusiri      | Porsche 911 GT3 R        | 28    | + 1 tour                         |
| 13   | 1   | Salih Yoluç / Ayhancan Güven                      | Aston Martin Vantage GT3 | 28    | + 1 tour                         |
| 14   | 87  | Jean-Luc Beaubelique / Jim Pla                    | Mercedes-AMG GT3         | 27    | + 2 tours                        |
| 15   | 18  | Spencer Pumpelly / Robert Ferriol                 | Ferrari 488 GT3          | 27    | + 2 tours                        |
| 16   | 19  | Álvaro Lobera / Fernando Navarrete                | Lamborghini Huracán GT3  | 27    | + 2 tours                        |
| 17   | 58  | Christoph Lenz / Patric Niederhauser              | Lamborghini Huracán GT3  | 26    | + 3 tours                        |
| 18   | 68  | Hanss Lin / Evan Chen                             | Lamborghini Huracán GT3  | 22    | + 7 tours (Abd.)                 |
| Abd. | 16  | Adrian Henry D'Silva / Weiron Tan                 | Porsche 911 GT3 R        | 10    |                                  |
| Abd. | 99  | Miguel Ramos / Henrique Chaves                    | Audi R8 LMS GT3          | 8     |                                  |
| Abd. | 007 | Khaled Al-Mudhaf / Zaid Ashkanani                 | Aston Martin Vantage GT3 | 0     |                                  |
| Dsq  | 22  | Paul Ip / Marchy Lee                              | Honda NSX GT3            |       |                                  |

#### Course 2
| Pos. | no  | Pilote                                            | Écurie                   | Tours | Temps/Abandon                    |
| ---- | --- | ------------------------------------------------- | ------------------------ | ----- | -------------------------------- |
| 1    | 519 | Hiroshi Hamaguchi / Ukyo Sasahara                 | Lamborghini Huracán GT3  | 21    | 1 h 55 min 29 s 230 (134,1 km/h) |
| 2    | 99  | Miguel Ramos / Henrique Chaves                    | Audi R8 LMS GT3          | 21    | + 6 s 908                        |
| 3    | 68  | Hanss Lin / Evan Chen                             | Lamborghini Huracán GT3  | 21    | + 8 s 669                        |
| 4    | 66  | Andrzej Lewandowski / Artur Janosz                | Lamborghini Huracán GT3  | 21    | + 8 s 993                        |
| 5    | 88  | Louis Machiels / Nico Verdonck                    | Audi R8 LMS GT3          | 21    | + 15 s 129                       |
| 6    | 911 | Vutthikorn Inthraphuvasak / Kantadhee Kusiri      | Porsche 911 GT3 R        | 21    | + 19 s 621                       |
| 7    | 58  | Christoph Lenz / Patric Niederhauser              | Lamborghini Huracán GT3  | 21    | + 22 s 697                       |
| 8    | 19  | Álvaro Lobera / Fernando Navarrete                | Lamborghini Huracán GT3  | 21    | + 28 s 741                       |
| 9    | 991 | Steffen Görig / Alfred Renauer                    | Porsche 911 GT3 R        | 21    | + 30 s 615                       |
| 10   | 93  | Flick Haigh / Christopher Froggatt                | Ferrari 488 GT3          | 21    | + 31 s 878                       |
| 11   | 87  | Jean-Luc Beaubelique / Jim Pla                    | Mercedes-AMG GT3         | 21    | + 35 s 550                       |
| 12   | 4   | Stephen Grove / Brenton Grove                     | Porsche 911 GT3 R        | 21    | + 36 s 914                       |
| 13   | 22  | Paul Ip / Marchy Lee                              | Honda NSX GT3            | 21    | + 55 s 132                       |
| 14   | 51  | Alexander Talkanitsa Sr / Alexander Talkanitsa Jr | Ferrari 488 GT3          | 21    | + 1 min 02 s 153                 |
| 15   | 11  | Jens Møller / Christina Nielsen                   | Honda NSX GT3            | 21    | + 1 min 19 s 918                 |
| 16   | 1   | Salih Yoluç / Ayhancan Güven                      | Aston Martin Vantage GT3 | 21    | + 1 min 35 s 195                 |
| 17   | 007 | Khaled Al-Mudhaf / Zaid Ashkanani                 | Aston Martin Vantage GT3 | 21    | + 1 min 46 s 035                 |
| 18   | 70  | Yaqi Zhang / Kan Zang                             | Mercedes-AMG GT3         | 21    | + 1 min 48 s 507                 |
| 19   | 21  | Gianluca Roda / Giorgio Roda                      | Ferrari 488 GT3          | 19    | + 2 tours                        |
| 20   | 16  | Adrian Henry D'Silva / Weiron Tan                 | Porsche 911 GT3 R        | 19    | + 2 tours                        |
| 21   | 18  | Spencer Pumpelly / Robert Ferriol                 | Ferrari 488 GT3          | 18    | + 3 tours                        |
| Abd. | 888 | Rinat Salikhov / Denis Bulatov                    | Ferrari 488 GT3          | 5     |                                  |

#### Course Principale
| Pos.               | no  | Pilote                                            | Écurie                   | Tours | Temps/Abandon                    |
| ------------------ | --- | ------------------------------------------------- | ------------------------ | ----- | -------------------------------- |
| Médaille d'or      | 519 | Hiroshi Hamaguchi / Ukyo Sasahara                 | Lamborghini Huracán GT3  | 28    | 1 h 00 min 54 s 702 (141,6 km/h) |
| Médaille d'argent  | 66  | Andrzej Lewandowski / Artur Janosz                | Lamborghini Huracán GT3  | 28    | + 3 s 012                        |
| Médaille de bronze | 4   | Stephen Grove / Brenton Grove                     | Porsche 911 GT3 R        | 28    | + 5 s 095                        |
| 4                  | 87  | Jean-Luc Beaubelique / Jim Pla                    | Mercedes-AMG GT3         | 28    | + 5 s 417                        |
| 5                  | 70  | Yaqi Zhang / Kan Zang                             | Mercedes-AMG GT3         | 28    | + 7 s 095                        |
| 6                  | 22  | Paul Ip / Marchy Lee                              | Honda NSX GT3            | 28    | + 8 s 509                        |
| 7                  | 888 | Rinat Salikhov / Denis Bulatov                    | Ferrari 488 GT3          | 28    | + 9 s 175                        |
| 8                  | 18  | Spencer Pumpelly / Robert Ferriol                 | Ferrari 488 GT3          | 28    | + 10 s 124                       |
| 9                  | 88  | Louis Machiels / Nico Verdonck                    | Audi R8 LMS GT3          | 28    | + 33 s 449                       |
| 10                 | 99  | Miguel Ramos / Henrique Chaves                    | Audi R8 LMS GT3          | 28    | + 41 s 686                       |
| 11                 | 16  | Adrian Henry D'Silva / Weiron Tan                 | Porsche 911 GT3 R        | 27    | + 1 tour                         |
| 12                 | 1   | Salih Yoluç / Ayhancan Güven                      | Aston Martin Vantage GT3 | 27    | + 1 tour                         |
| 13                 | 51  | Alexander Talkanitsa Sr / Alexander Talkanitsa Jr | Ferrari 488 GT3          | 27    | + 1 tour                         |
| 14                 | 007 | Khaled Al-Mudhaf / Zaid Ashkanani                 | Aston Martin Vantage GT3 | 27    | + 1 tour                         |
| 15                 | 93  | Flick Haigh / Christopher Froggatt                | Ferrari 488 GT3          | 27    | + 1 tour                         |
| 16                 | 991 | Steffen Görig / Alfred Renauer                    | Porsche 911 GT3 R        | 21    | + 7 tours (Abd.)                 |
| 17                 | 58  | Christoph Lenz / Patric Niederhauser              | Lamborghini Huracán GT3  | 19    | + 9 tours (Abd.)                 |
| Abd.               | 911 | Vutthikorn Inthraphuvasak / Kantadhee Kusiri      | Porsche 911 GT3 R        | 15    |                                  |
| Abd.               | 21  | Gianluca Roda / Giorgio Roda                      | Ferrari 488 GT3          | 9     |                                  |
| Abd.               | 68  | Hanss Lin / Evan Chen                             | Lamborghini Huracán GT3  | 7     |                                  |
| Abd.               | 19  | Álvaro Lobera / Fernando Navarrete                | Lamborghini Huracán GT3  | 5     |                                  |
| NP.                | 11  | Jens Møller / Christina Nielsen                   | Honda NSX GT3            |       |                                  |

### Tourisme

#### Réglementation
La compétition se déroule sur des autos répondant à la réglementation TCR (en). Chaque fédération peut nommer un pilote. Chaque pilote participe à deux sessions d'essais de 30 minutes, ainsi que deux séances qualificatives de la même durée. Il y a ensuite deux courses : la première dure 25 minutes + 1 tour; la seconde dure 30 minutes + 1 tour. Les 10 premiers de la première course marquent des points, les 15 premiers de la seconde en font autant.

#### Engagés
| N° | Pilotes               | Voiture                         | Équipe                             |
| -- | --------------------- | ------------------------------- | ---------------------------------- |
| 5  | Julius Adomavičius    | Volkswagen Golf GTI TCR         | Lithuania National Motorsport Team |
| 6  | Rory Butcher          | MG 6 XPower TCR                 | Cobra Sport AmD                    |
| 8  | Luca Engstler         | Hyundai i30 N TCR               | Hyundai Team Engstler              |
| 10 | Kristian Moe Sætheren | Alfa Romeo Giulietta Veloce TCR | Kristian Moe Sætheren              |
| 11 | Gonzalo de Andrés     | Peugeot 308 TCR                 | Racing Team Spain                  |
| 14 | Klim Gavrilov         | Audi RS3 LMS (SEQ) TCR          | Team Russia                        |
| 15 | Norbert Kiss          | Alfa Romeo Giulietta TCR        | NK Race and Image KFT              |
| 16 | Gilles Magnus         | Audi RS3 LMS (SEQ) TCR          | RACB National Team                 |
| 18 | Zhendong Zhang        | MG 6 XPower TCR                 | MG XPower Racing Team              |
| 21 | Mason Filippi         | Hyundai i30 N TCR               | Target Srl                         |
| 25 | Valters Zviedris      | Audi RS3 LMS (SEQ) TCR          | Latvian National Motorsport Team   |
| 26 | Jessica Bäckman       | Hyundai i30 N TCR               | Target Srl                         |
| 27 | John Filippi          | Cupra León TCR                  | John Filippi                       |
| 33 | Tom Coronel           | Honda Civic FK7 TCR             | Boutsen Ginion Racing              |
| 35 | Salem Alnusif         | Audi RS3 LMS (SEQ) TCR          | Comtoyou Racing Team               |
| 55 | Faine Kahia           | Audi RS3 LMS (SEQ) TCR          | Comtoyou Racing Team               |
| 59 | Dušan Kouřil          | Hyundai i30 N TCR               | K2 Engine ACCR Czech Team          |
| 69 | Enrico Bettera        | Audi RS3 LMS (SEQ) TCR          | Pit Lane Competizioni              |
| 70 | Maťo Homola           | Hyundai i30 N TCR               | BRC Racing Team                    |
| 88 | Ka To Jim             | Honda Civic FK7 TCR             | Honda Racing                       |

#### Course 1
| Pos. | no | Pilote                | Écurie                          | Tours | Temps/Abandon                | Points |
| ---- | -- | --------------------- | ------------------------------- | ----- | ---------------------------- | ------ |
| 1    | 14 | Klim Gavrilov         | Audi RS3 LMS (SEQ) TCR          | 15    | 27 min 30 s 808 (144,7 km/h) | 25     |
| 2    | 70 | Maťo Homola           | Hyundai i30 N TCR               | 15    | + 5 s 864                    | 18     |
| 3    | 16 | Gilles Magnus         | Audi RS3 LMS (SEQ) TCR          | 15    | + 12 s 785                   | 15     |
| 4    | 27 | John Filippi          | Cupra León TCR                  | 15    | + 18 s 065                   | 12     |
| 5    | 59 | Dušan Kouřil          | Hyundai i30 N TCR               | 15    | + 18 s 637                   | 10     |
| 6    | 55 | Faine Kahia           | Audi RS3 LMS (SEQ) TCR          | 15    | + 19 s 925                   | 8      |
| 7    | 26 | Jessica Bäckman       | Hyundai i30 N TCR               | 15    | + 20 s 225                   | 6      |
| 8    | 33 | Tom Coronel           | Honda Civic FK7 TCR             | 15    | + 20 s 676                   | 4      |
| 9    | 69 | Enrico Bettera        | Audi RS3 LMS (SEQ) TCR          | 15    | + 25 s 562                   | 2      |
| 10   | 88 | Ka To Jim             | Honda Civic FK7 TCR             | 15    | + 26 s 568                   | 1      |
| 11   | 21 | Mason Filippi         | Hyundai i30 N TCR               | 15    | + 29 s 947                   |        |
| 12   | 5  | Julius Adomavičius    | Volkswagen Golf GTI TCR         | 15    | + 30 s 364                   |        |
| 13   | 15 | Norbert Kiss          | Alfa Romeo Giulietta TCR        | 15    | + 32 s 777                   |        |
| 14   | 18 | Zhendong Zhang        | MG 6 XPower TCR                 | 15    | + 36 s 350                   |        |
| 15   | 25 | Valters Zviedris      | Audi RS3 LMS (SEQ) TCR          | 15    | + 37 s 001                   |        |
| 16   | 6  | Rory Butcher          | MG 6 XPower TCR                 | 12    | + 3 tours (Abd.)             |        |
| Abd. | 8  | Luca Engstler         | Hyundai i30 N TCR               | 6     |                              |        |
| Abd. | 10 | Kristian Moe Sætheren | Alfa Romeo Giulietta Veloce TCR | 0     |                              |        |
| Abd. | 35 | Salem Alnusif         | Audi RS3 LMS (SEQ) TCR          | 0     |                              |        |
| NP.  | 11 | Gonzalo de Andrés     | Peugeot 308 TCR                 | 0     |                              |        |

#### Course 2
| Pos. | no | Pilote                | Écurie                          | Tours | Temps/Abandon                | Points |
| ---- | -- | --------------------- | ------------------------------- | ----- | ---------------------------- | ------ |
| 1    | 16 | Gilles Magnus         | Audi RS3 LMS (SEQ) TCR          | 15    | 31 min 06 s 800 (142,5 km/h) | 30     |
| 2    | 14 | Klim Gavrilov         | Audi RS3 LMS (SEQ) TCR          | 15    | + 2 s 081                    | 22     |
| 3    | 33 | Tom Coronel           | Honda Civic FK7 TCR             | 15    | + 2 s 181                    | 16     |
| 4    | 6  | Rory Butcher          | MG 6 XPower TCR                 | 15    | + 2 s 317                    | 13     |
| 5    | 70 | Maťo Homola           | Hyundai i30 N TCR               | 15    | + 2 s 566                    | 11     |
| 6    | 27 | John Filippi          | Cupra León TCR                  | 15    | + 2 s 972                    | 10     |
| 7    | 5  | Julius Adomavičius    | Volkswagen Golf GTI TCR         | 15    | + 6 s 286                    | 9      |
| 8    | 88 | Ka To Jim             | Honda Civic FK7 TCR             | 15    | + 7 s 387                    | 8      |
| 9    | 26 | Jessica Bäckman       | Hyundai i30 N TCR               | 15    | + 8 s 160                    | 7      |
| 10   | 25 | Valters Zviedris      | Audi RS3 LMS (SEQ) TCR          | 15    | + 8 s 773                    | 6      |
| 11   | 15 | Norbert Kiss          | Alfa Romeo Giulietta TCR        | 15    | + 8 s 869                    | 5      |
| 12   | 10 | Kristian Moe Sætheren | Alfa Romeo Giulietta Veloce TCR | 15    | + 9 s 075                    | 4      |
| 13   | 11 | Gonzalo de Andrés     | Peugeot 308 TCR                 | 15    | + 10 s 137                   | 3      |
| 14   | 35 | Salem Alnusif         | Audi RS3 LMS (SEQ) TCR          | 15    | + 11 s 170                   | 2      |
| 15   | 59 | Dušan Kouřil          | Hyundai i30 N TCR               | 14    | + 1 tour                     | 1      |
| 16   | 18 | Zhendong Zhang        | MG 6 XPower TCR                 | 11    | + 4 tours (Abd.)             |        |
| Abd. | 55 | Faine Kahia           | Audi RS3 LMS (SEQ) TCR          | 4     |                              |        |
| Abd. | 69 | Enrico Bettera        | Audi RS3 LMS (SEQ) TCR          | 0     |                              |        |
| Abd. | 8  | Luca Engstler         | Hyundai i30 N TCR               | 0     |                              |        |
| NP.  | 21 | Mason Filippi         | Hyundai i30 N TCR               | 0     |                              |        |

#### Classement général
Le barème est le suivant :
| Position | 1er | 2e | 3e | 4e | 5e | 6e | 7e | 8e | 9e | 10e |
| Points   | 25  | 18 | 15 | 12 | 10 | 8  | 6  | 4  | 2  | 1   |

| Position | 1er | 2e | 3e | 4e | 5e | 6e | 7e | 8e | 9e | 10e | 11e | 12e | 13e | 14e | 15e |
| Points   | 30  | 22 | 16 | 13 | 11 | 10 | 9  | 8  | 7  | 6   | 5   | 4   | 3   | 2   | 1   |

| Pos. | Pilotes               | C1   | C2   | Points |
| ---- | --------------------- | ---- | ---- | ------ |
|      | Klim Gavrilov         | 1    | 2    | 47     |
|      | Gilles Magnus         | 3    | 1    | 45     |
|      | Maťo Homola           | 2    | 5    | 29     |
| 4    | John Filippi          | 4    | 6    | 22     |
| 5    | Tom Coronel           | 8    | 3    | 20     |
| 6    | Rory Butcher          | 16   | 4    | 13     |
| 7    | Jessica Bäckman       | 7    | 9    | 13     |
| 8    | Dušan Kouřil          | 5    | 15   | 11     |
| 9    | Julius Adomavičius    | 12   | 7    | 9      |
| 10   | Ka To Jim             | 10   | 8    | 9      |
| 11   | Faine Kahia           | 6    | Abd. | 8      |
| 12   | Valters Zviedris      | 15   | 10   | 6      |
| 13   | Norbert Kiss          | 13   | 11   | 5      |
| 14   | Kristian Moe Sætheren | Abd. | 12   | 4      |
| 15   | Gonzalo de Andrés     | N.P. | 13   | 3      |
| 16   | Salem Alnusif         | Abd. | 14   | 2      |
| 17   | Enrico Bettera        | 9    | Abd. | 2      |

### Drift

#### Réglementation
Chaque fédération peut engager un pilote. Après une phase en solitaire, les 16 premiers s'affrontent sous forme de tableau finale.

#### Engagés
| N°  | Pilotes                   | Voiture           |
| --- | ------------------------- | ----------------- |
| 8   | Zoltán Szántó             | BMW M3 E92        |
| 9   | Ilia Fedorov              | Nissan Silvia S14 |
| 11  | Diego Manuel Dias Correia | BMW M3 E92        |
| 13  | Mevlud Meladze            | BMW E36           |
| 17  | Federico Sceriffo         | Toyota GT86       |
| 20  | Dmitriy Illyuk            | Nissan 200SX      |
| 21  | Edmunds Berzins           | BMW E46           |
| 28  | Ao Vaida                  | BMW E36           |
| 38  | Juha Pöytälaakso          | BMW M3 E92        |
| 55  | Vlad Andrei Stanescu      | BMW 1 M           |
| 68  | Christian Erlandsson      | Subaru BRZ        |
| 69  | Odd-Helge Helstad         | Nissan 200SX      |
| 71  | Ali Makhseed              | BMW E46           |
| 83  | Benjamin Boulbes          | BMW M3 E93        |
| 91  | Yves Meyer                | BMW M2            |
| 93  | Benediktas Čirba          | BMW E46           |
| 99  | Dzmitry Nahula            | Nissan 200SX      |
| 121 | Dennis Hansen             | Nissan Silvia S15 |
| 233 | Daniel Brandner           | BMW E46           |
| 416 | János Onódi               | BMW E36           |
| 850 | Michal Reichert           | BMW M3 E92        |
| 898 | Kane Pisani               | Toyota Supra      |

#### Qualifications
| Pos. | N°  | Pilotes                   | Voiture           | Ligne | Angle | Engagement | Fluidité | Total |
| ---- | --- | ------------------------- | ----------------- | ----- | ----- | ---------- | -------- | ----- |
| 1    | 11  | Diego Manuel Dias Correia | BMW M3 E92        | 32    | 30    | 14         | 13       | 89    |
| 2    | 93  | Benediktas Čirba          | BMW E46           | 31    | 31    | 13         | 11       | 86    |
| 3    | 38  | Juha Pöytälaakso          | BMW M3 E92        | 25    | 31    | 13         | 12       | 81    |
| 4    | 9   | Ilia Fedorov              | Nissan Silvia S14 | 32    | 27    | 10         | 10       | 79    |
| 5    | 69  | Odd-Helge Helstad         | Nissan 200SX      | 18    | 28    | 12         | 10       | 68    |
| 6    | 20  | Dmitriy Illyuk            | Nissan 200SX      | 17    | 26    | 13         | 10       | 66    |
| 7    | 17  | Federico Sceriffo         | Toyota GT86       | 20    | 22    | 11         | 9        | 62    |
| 8    | 91  | Yves Meyer                | BMW M2            | 17    | 24    | 12         | 8        | 61    |
| 9    | 850 | Michal Reichert           | BMW M3 E92        | 18    | 27    | 8          | 8        | 61    |
| 10   | 21  | Edmunds Berzins           | BMW E46           | 19    | 23    | 10         | 8        | 60    |
| 11   | 28  | Ao Vaida                  | BMW E36           | 9     | 24    | 10         | 9        | 52    |
| 12   | 233 | Daniel Brandner           | BMW E46           | 13    | 24    | 6          | 9        | 52    |
| 13   | 8   | Zoltán Szántó             | BMW M3 E92        | 15    | 24    | 5          | 7        | 51    |
| 14   | 71  | Ali Makhseed              | BMW E46           | 13    | 23    | 7          | 7        | 50    |
| 15   | 99  | Dzmitry Nahula            | Nissan 200SX      | 11    | 23    | 6          | 3        | 43    |
| 16   | 13  | Mevlud Meladze            | BMW E36           | 9     | 19    | 6          | 6        | 40    |
| 17   | 55  | Vlad Andrei Stanescu      | BMW 1 M           | 0     | 0     | 0          | 0        | 0     |
| 18   | 68  | Christian Erlandsson      | Subaru BRZ        | 0     | 0     | 0          | 0        | 0     |
| 19   | 83  | Benjamin Boulbes          | BMW M3 E93        | 0     | 0     | 0          | 0        | 0     |
| 20   | 121 | Dennis Hansen             | Nissan Silvia S15 | 0     | 0     | 0          | 0        | 0     |
| 21   | 416 | János Onódi               | BMW E36           | 0     | 0     | 0          | 0        | 0     |
| 22   | 898 | Kane Pisani               | Toyota Supra      | 0     | 0     | 0          | 0        | 0     |

#### Classement à l'issue des phases finales
| Pos.               | N°  | Pilotes                   | Voiture           |
| ------------------ | --- | ------------------------- | ----------------- |
| Médaille d'or      | 20  | Dmitriy Illyuk            | Nissan 200SX      |
| Médaille d'argent  | 850 | Michal Reichert           | BMW M3 E92        |
| Médaille de bronze | 9   | Ilia Fedorov              | Nissan Silvia S14 |
| 4                  | 17  | Federico Sceriffo         | Toyota GT86       |
| 5                  | 11  | Diego Manuel Dias Correia | BMW M3 E92        |
| 6                  | 38  | Juha Pöytälaakso          | BMW M3 E92        |
| 7                  | 69  | Odd-Helge Helstad         | Nissan 200SX      |
| 8                  | 99  | Dzmitry Nahula            | Nissan 200SX      |
| 9                  | 93  | Benediktas Čirba          | BMW E46           |
| 10                 | 91  | Yves Meyer                | BMW M2            |
| 11                 | 21  | Edmunds Berzins           | BMW E46           |
| 12                 | 28  | Ao Vaida                  | BMW E36           |
| 13                 | 233 | Daniel Brandner           | BMW E46           |
| 14                 | 8   | Zoltán Szántó             | BMW M3 E92        |
| 15                 | 71  | Ali Makhseed              | BMW E46           |
| 16                 | 13  | Mevlud Meladze            | BMW E36           |

### Formule 4

#### Réglementation
La compétition se déroule sur des autos répondant à la réglementation Formule 4. Chaque fédération peut nommer un pilote. Un seul type d'auto est utilisé : un châssis spécifique conçu par KCMG avec une motorisation hybride. L'écurie Hitech se charge de l'engagement des autos, pour un coût de 25 000 €. Chaque pilote participe à deux sessions d'essais, ainsi qu'à une qualification, qui détermine la grille de départ d'une première course. Celle-ci est qualificative pour la course principale, qui accorde les médailles.

#### Engagés
| N° | Pilotes           |
| -- | ----------------- |
| 3  | Luis Leeds        |
| 4  | Nicolas Baert     |
| 5  | João Rosate       |
| 6  | Václav Šafář      |
| 7  | Niklas Krütten    |
| 8  | Malthe Jakobsen   |
| 9  | Belén García      |
| 10 | William Alatalo   |
| 11 | Reshad de Gerus   |
| 12 | Hugo Hung         |
| 13 | László Tóth       |
| 14 | Lucca Allen       |
| 15 | Ido Cohen         |
| 16 | Andrea Rosso      |
| 17 | Kazuto Kotaka     |
| 18 | Mohammed Al Nusif |
| 19 | Jasper Thong      |
| 20 | Flynn Mullany     |
| 21 | Mariano Pires     |
| 22 | Pavel Bulantsev   |

#### Course qualificative
| Pos. | no | Pilote            | Tours | Temps/Abandon                |
| ---- | -- | ----------------- | ----- | ---------------------------- |
| 1    | 15 | Ido Cohen         | 12    | 21 min 16 s 418 (152,1 km/h) |
| 2    | 16 | Andrea Rosso      | 12    | + 0 s 818                    |
| 3    | 7  | Niklas Krütten    | 12    | + 1 s 125                    |
| 4    | 13 | László Tóth       | 12    | + 1 s 495                    |
| 5    | 10 | William Alatalo   | 12    | + 3 s 247                    |
| 6    | 8  | Malthe Jakobsen   | 12    | + 3 s 570                    |
| 7    | 4  | Nicolas Baert     | 12    | + 4 s 623                    |
| 8    | 3  | Luis Leeds        | 12    | + 4 s 988                    |
| 9    | 22 | Pavel Bulantsev   | 12    | + 7 s 408                    |
| 10   | 11 | Reshad de Gerus   | 12    | + 7 s 936                    |
| 11   | 14 | Lucca Allen       | 12    | + 8 s 186                    |
| 12   | 9  | Belén García      | 12    | + 8 s 538                    |
| 13   | 21 | Mariano Pires     | 12    | + 10 s 820                   |
| 14   | 6  | Václav Šafář      | 12    | + 12 s 948                   |
| 15   | 19 | Jasper Thong      | 12    | + 22 s 611                   |
| 16   | 20 | Flynn Mullany     | 12    | + 36 s 330                   |
| 17   | 5  | João Rosate       | 11    | + 1 tour                     |
| Abd. | 18 | Mohammed Al Nusif | 8     |                              |
| Abd. | 17 | Kazuto Kotaka     | 0     |                              |
| NP.  | 12 | Hugo Hung         | 0     |                              |

#### Course principale
| Pos.               | no | Pilote            | Tours | Temps/Abandon                |
| ------------------ | -- | ----------------- | ----- | ---------------------------- |
| Médaille d'or      | 16 | Andrea Rosso      | 14    | 27 min 30 s 528 (140,3 km/h) |
| Médaille d'argent  | 7  | Niklas Krütten    | 14    | + 0 s 723                    |
| Médaille de bronze | 10 | William Alatalo   | 14    | + 4 s 923                    |
| 4                  | 3  | Luis Leeds        | 14    | + 5 s 990                    |
| 5                  | 11 | Reshad de Gerus   | 14    | + 6 s 773                    |
| 6                  | 9  | Belén García      | 14    | + 7 s 061                    |
| 7                  | 13 | László Tóth       | 14    | + 7 s 748                    |
| 8                  | 14 | Lucca Allen       | 14    | + 9 s 702                    |
| 9                  | 5  | João Rosate       | 14    | + 11 s 741                   |
| 10                 | 18 | Mohammed Al Nusif | 14    | + 12 s 413                   |
| 11                 | 6  | Václav Šafář      | 14    | + 13 s 282                   |
| 12                 | 21 | Mariano Pires     | 14    | + 14 s 104                   |
| 13                 | 15 | Ido Cohen         | 14    | + 14 s 515                   |
| 14                 | 22 | Pavel Bulantsev   | 14    | + 14 s 882                   |
| 15                 | 20 | Flynn Mullany     | 14    | + 15 s 282                   |
| 16                 | 17 | Kazuto Kotaka     | 13    | + 1 tour                     |
| 17                 | 8  | Malthe Jakobsen   | 13    | + 1 tour                     |
| 18                 | 19 | Jasper Thong      | 13    | + 1 tour                     |
| Abd.               | 4  | Nicolas Baert     | 9     |                              |
| NP.                | 12 | Hugo Hung         | 0     |                              |

### Karting

#### Réglementation
Chaque nation engage un pilote masculin et une pilote féminine. Les qualifications se disputent en deux sessions. Dans chaque session, chaque pilote dispute une course. Le temps des 4 manches est additionné pour établir un premier classement. Les 16 premières nations de ce classement sont qualifiés pour les phases finales. Elles s'affrontent alors en face à face (sur le modèle d'un tournoi de football), avec deux runs par pilote.

#### Engagés
| N° | Pilote A                          | Pilote B                      |
| -- | --------------------------------- | ----------------------------- |
| 1  | Alexia Karaguni                   | Kristofor Mjeshtri            |
| 2  | Jorden Dolischka                  | Charlie Fredrik Wurz          |
| 3  | Manon Degotte                     | Antoine Morlet                |
| 4  | Kseniya Shuba                     | Aliaksei Savin                |
| 5  | Janina Burkard                    | Florian Benedikt Vietze       |
| 6  | Sarah Kronborg Madsen             | Jonas Højgaard Jakobsen       |
| 7  | Doriane Pin                       | Esteban Masson                |
| 8  | Jessica Edgar                     | Samuel Shaw                   |
| 9  | Elizaveta Bagramovi               | Nika Kobosnidze               |
| 10 | Dorka Kiss                        | Bálint Attila Németh          |
| 11 | Stefani Mogorović                 | Sandro Ivanjko                |
| 12 | Shravanthika Lakshmi Shyam Kumaar | Suriyavarathan Karthikeyan    |
| 13 | Yarden Oved                       | Ben Pinto                     |
| 14 | Emma Segattini                    | Paolo Gallo                   |
| 15 | Hessa Alfares                     | Marshad Almarshad             |
| 16 | Skaistė Petrauskaitė              | Kajus Šikšnelis               |
| 17 | Emīlija Bertāne                   | Nikolass Bertāns              |
| 18 | Andrea Sierra                     | Flavio Bustamante             |
| 19 | Nina Pothof                       | Bastiaan Alexander Van Loenen |
| 20 | Isabell Rustad                    | Marcus Myrseth                |
| 21 | Sara Kałuzińska                   | Krzysztof Gardziel            |
| 22 | Matilde Fidalgo                   | Martim Fidalgo                |
| 23 | Olesia Vashchuk                   | Vladislav Bushuev             |
| 24 | Aleksa Lazarac                    | Nikola Tošić                  |
| 25 | Barbora Bauerová                  | Michal Vilim                  |
| 26 | Anna Glaerum                      | Alexander Spetz               |
| 27 | Sitarvee Limnantharak             | Ananthorn Tangniannatchai     |
| 28 | Veronika Kononenko                | Heorhii Krasko                |

#### Phase qualificative
| Pos. | Pilote A                          | Pilote B                      | Total          |
| ---- | --------------------------------- | ----------------------------- | -------------- |
| 1    | Elizaveta Bagramovi               | Nika Kobosnidze               | 3 min 37 s 903 |
| 2    | Janina Burkard                    | Florian Benedikt Vietze       | 3 min 45 s 141 |
| 3    | Manon Degotte                     | Antoine Morlet                | 3 min 45 s 184 |
| 4    | Kseniya Shuba                     | Aliaksei Savin                | 3 min 47 s 160 |
| 5    | Olesia Vashchuk                   | Vladislav Bushuev             | 3 min 48 s 889 |
| 6    | Stefani Mogorović                 | Sandro Ivanjko                | 3 min 49 s 021 |
| 7    | Emīlija Bertāne                   | Nikolass Bertāns              | 3 min 50 s 841 |
| 8    | Sara Kałuzińska                   | Krzysztof Gardziel            | 3 min 50 s 866 |
| 9    | Nina Pothof                       | Bastiaan Alexander Van Loenen | 3 min 56 s 154 |
| 10   | Matilde Fidalgo                   | Martim Fidalgo                | 4 min 06 s 237 |
| 11   | Emma Segattini                    | Paolo Gallo                   | 4 min 08 s 413 |
| 12   | Hessa Alfares                     | Marshad Almarshad             | 4 min 09 s 104 |
| 13   | Veronika Kononenko                | Heorhii Krasko                | 4 min 22 s 327 |
| 14   | Skaistė Petrauskaitė              | Kajus Šikšnelis               | 4 min 24 s 497 |
| 15   | Barbora Bauerová                  | Michal Vilim                  | 4 min 31 s 652 |
| 16   | Jorden Dolischka                  | Charlie Fredrik Wurz          | 4 min 37 s 095 |
| 17   | Dorka Kiss                        | Bálint Attila Németh          | 4 min 38 s 854 |
| 18   | Doriane Pin                       | Esteban Masson                | 4 min 48 s 915 |
| 19   | Anna Glaerum                      | Alexander Spetz               | 5 min 02 s 599 |
| 20   | Yarden Oved                       | Ben Pinto                     | 5 min 10 s 032 |
| 21   | Aleksa Lazarac                    | Nikola Tošić                  | 5 min 13 s 161 |
| 22   | Andrea Sierra                     | Flavio Bustamante             | 5 min 16 s 658 |
| 23   | Jessica Edgar                     | Samuel Shaw                   | 5 min 17 s 945 |
| 24   | Sitarvee Limnantharak             | Ananthorn Tangniannatchai     | 5 min 23 s 245 |
| 25   | Alexia Karaguni                   | Kristofor Mjeshtri            | 5 min 24 s 389 |
| 26   | Isabell Rustad                    | Marcus Myrseth                | 5 min 24 s 888 |
| 27   | Sarah Kronborg Madsen             | Jonas Højgaard Jakobsen       | 5 min 30 s 649 |
| 28   | Shravanthika Lakshmi Shyam Kumaar | Suriyavarathan Karthikeyan    | 5 min 42 s 983 |

#### Phases finales
|  | Huitièmes de finale | Huitièmes de finale |                |                        | Quarts de finale       | Quarts de finale |  |  | Demi-finales | Demi-finales |  |  | Finale | Finale |
|  | Huitièmes de finale | Huitièmes de finale |                |                        | Quarts de finale       | Quarts de finale |  |  | Demi-finales | Demi-finales |  |  | Finale | Finale |
|  |                     |                     |                |                        |                        |                  |  |  |              |              |  |  |        |        |
|  |                     |                     |                |                        |                        |                  |  |  |              |              |  |  |        |        |
|  |                     |                     |                |                        |                        |                  |  |  |              |              |  |  |        |        |
|  | Géorgie             | 3 min 53 s 937      |                |                        |                        |                  |  |  |              |              |  |  |        |        |
|  | Géorgie             | 3 min 53 s 937      |                |                        |                        |                  |  |  |              |              |  |  |        |        |
|  | Autriche            | 3 min 41 s 921      |                |                        |                        |                  |  |  |              |              |  |  |        |        |
|  | Autriche            | 3 min 41 s 921      | Autriche       | 4 min 08 s 390         |                        |                  |  |  |              |              |  |  |        |        |
|  |                     |                     | Autriche       | 4 min 08 s 390         |                        |                  |  |  |              |              |  |  |        |        |
|  |                     | Pays-Bas            | 3 min 44 s 523 |                        |                        |                  |  |  |              |              |  |  |        |        |
|  | Pologne             | Pays-Bas            | 3 min 44 s 523 | 3 min 28 s 661         |                        |                  |  |  |              |              |  |  |        |        |
|  | Pologne             |                     |                | 3 min 28 s 661         |                        |                  |  |  |              |              |  |  |        |        |
|  | Pays-Bas            | 3 min 26 s 893      |                |                        |                        |                  |  |  |              |              |  |  |        |        |
|  | Pays-Bas            | 3 min 26 s 893      | Pays-Bas       | 3 min 45 s 512         |                        |                  |  |  |              |              |  |  |        |        |
|  |                     |                     | Pays-Bas       | 3 min 45 s 512         |                        |                  |  |  |              |              |  |  |        |        |
|  |                     | Portugal            | 4 min 04 s 942 |                        |                        |                  |  |  |              |              |  |  |        |        |
|  | Allemagne           | Portugal            | 4 min 04 s 942 | 3 min 19 s 256         |                        |                  |  |  |              |              |  |  |        |        |
|  | Allemagne           |                     |                | 3 min 19 s 256         |                        |                  |  |  |              |              |  |  |        |        |
|  | Slovaquie           | 3 min 53 s 914      |                |                        |                        |                  |  |  |              |              |  |  |        |        |
|  | Slovaquie           | 3 min 53 s 914      | Allemagne      | 3 min 31 s 211         |                        |                  |  |  |              |              |  |  |        |        |
|  |                     |                     | Allemagne      | 3 min 31 s 211         |                        |                  |  |  |              |              |  |  |        |        |
|  |                     | Portugal            | 3 min 30 s 480 |                        |                        |                  |  |  |              |              |  |  |        |        |
|  | Lettonie            | Portugal            | 3 min 30 s 480 | 4 min 26 s 556         |                        |                  |  |  |              |              |  |  |        |        |
|  | Lettonie            |                     |                | 4 min 26 s 556         |                        |                  |  |  |              |              |  |  |        |        |
|  | Portugal            | 4 min 14 s 356      |                |                        |                        |                  |  |  |              |              |  |  |        |        |
|  | Portugal            | 4 min 14 s 356      | Pays-Bas       | 3 min 21 s 318         |                        |                  |  |  |              |              |  |  |        |        |
|  |                     |                     | Pays-Bas       | 3 min 21 s 318         |                        |                  |  |  |              |              |  |  |        |        |
|  |                     | Belgique            | 3 min 25 s 243 |                        |                        |                  |  |  |              |              |  |  |        |        |
|  | Belgique            | Belgique            | 3 min 25 s 243 | 3 min 32 s 235         |                        |                  |  |  |              |              |  |  |        |        |
|  | Belgique            |                     |                | 3 min 32 s 235         |                        |                  |  |  |              |              |  |  |        |        |
|  | Lituanie            | 4 min 17 s 103      |                |                        |                        |                  |  |  |              |              |  |  |        |        |
|  | Lituanie            | 4 min 17 s 103      | Belgique       | 3 min 30 s 517         |                        |                  |  |  |              |              |  |  |        |        |
|  |                     |                     | Belgique       | 3 min 30 s 517         |                        |                  |  |  |              |              |  |  |        |        |
|  |                     | Biélorussie         | 4 min 04 s 269 |                        |                        |                  |  |  |              |              |  |  |        |        |
|  | Biélorussie         | Biélorussie         | 4 min 04 s 269 | 3 min 38 s 531         |                        |                  |  |  |              |              |  |  |        |        |
|  | Biélorussie         |                     |                | 3 min 38 s 531         |                        |                  |  |  |              |              |  |  |        |        |
|  | Ukraine             | 4 min 04 s 338      |                |                        |                        |                  |  |  |              |              |  |  |        |        |
|  | Ukraine             | 4 min 04 s 338      | Belgique       | 3 min 40 s 611         |                        |                  |  |  |              |              |  |  |        |        |
|  |                     |                     | Belgique       | 3 min 40 s 611         |                        |                  |  |  |              |              |  |  |        |        |
|  |                     | Russie              | 3 min 53 s 362 |                        |                        |                  |  |  |              |              |  |  |        |        |
|  | Russie              | Russie              | 3 min 53 s 362 | 3 min 23 s 388         |                        |                  |  |  |              |              |  |  |        |        |
|  | Russie              |                     |                | 3 min 23 s 388         |                        |                  |  |  |              |              |  |  |        |        |
|  | Koweït              | 4 min 19 s 584      |                | Match pour la 3e place | Match pour la 3e place |                  |  |  |              |              |  |  |        |        |
|  | Koweït              | 4 min 19 s 584      | Russie         | Match pour la 3e place | Match pour la 3e place | 3 min 36 s 938   |  |  |              |              |  |  |        |        |
|  |                     |                     | Russie         |                        |                        | 3 min 36 s 938   |  |  |              |              |  |  |        |        |
|  |                     | Croatie             | 3 min 52 s 618 |                        |                        |                  |  |  |              |              |  |  |        |        |
|  | Croatie             | Croatie             | 3 min 52 s 618 | 3 min 48 s 514         | Portugal               | 3 min 44 s 853   |  |  |              |              |  |  |        |        |
|  | Croatie             |                     |                | 3 min 48 s 514         | Portugal               | 3 min 44 s 853   |  |  |              |              |  |  |        |        |
|  | Italie              | 3 min 52 s 531      |                | Russie                 | 3 min 34 s 791         |                  |  |  |              |              |  |  |        |        |
|  | Italie              | 3 min 52 s 531      |                | Russie                 | 3 min 34 s 791         |                  |  |  |              |              |  |  |        |        |

### Digital Cup

#### Réglementation
L'épreuve se déroule sur Gran Turismo Sport, sur PlayStation 4. Chaque nation engage un concurrent. Après des phases qualificatives, les concurrents s'affrontent en trois demi-finales. Les trois premiers de chaque demi-finales se qualifient pour la finale. Les quatre suivant de chaque demi-finales passent par un tour de barrage, d'où les premiers se qualifient pour la finale. La course virtuelle se tenait sur le circuit de Barcelone.

#### Engagés
| Num. | Nat. | Pilote                |
| ---- | ---- | --------------------- |
| 1    |      | Fredy Eugster         |
| 2    |      | Yat Lam Law           |
| 3    |      | Martynas Sidunovas    |
| 4    |      | Vasili Anufriev       |
| 5    |      | Tommy Østgaard        |
| 6    |      | Krišs Jaunzemis       |
| 7    |      | Yi Teng Chou          |
| 8    |      | Ian Andersen          |
| 9    |      | Archil Tsimakuridze   |
| 10   |      | Thananon Inthongsuk   |
| 11   |      | Keith Dempsey         |
| 12   |      | Marcin Świderek       |
| 13   |      | Cody Nikola Latkovski |
| 14   |      | James Baldwin         |
| 15   |      | Valentin Latkovski    |
| 16   |      | Benjámin Báder        |
| 17   |      | Daniel Gutierrez      |
| 18   |      | Bernal Valverde       |
| 19   |      | Dávid Nemček          |
| 20   |      | Félix Ferir           |
| 21   |      | Mikail Hizal          |
| 22   |      | Kirill Piletsky       |
| 23   |      | Filip Mareš           |
| 24   |      | Mior Hafiz            |
| 25   |      | Yin Zheng             |
| 26   |      | Charles Theseira      |
| 27   |      | Stefano Conte         |
| 28   |      | Kevin Leaune          |
| 29   |      | Rashed Al-Rashdan     |
| 30   |      | Robin Naborg          |
| 31   |      | Leon Ackerman         |

#### Séance qualificative
| Class. | Pilote                | Temps          |
| ------ | --------------------- | -------------- |
| 1      | Mikail Hizal          | 1 min 28 s 871 |
| 2      | Cody Nikola Latkovski | 1 min 29 s 294 |
| 3      | Stefano Conte         | 1 min 29 s 556 |
| 4      | James Baldwin         | 1 min 29 s 573 |
| 5      | Tommy Østgaard        | 1 min 29 s 582 |
| 6      | Benjámin Báder        | 1 min 29 s 849 |
| 7      | Marcin Świderek       | 1 min 29 s 915 |
| 8      | Yi Teng Chou          | 1 min 30 s 220 |
| 9      | Krišs Jaunzemis       | 1 min 30 s 244 |
| 10     | Keith Dempsey         | 1 min 30 s 267 |
| 11     | Leon Ackerman         | 1 min 30 s 291 |
| 12     | Fredy Eugster         | 1 min 30 s 315 |
| 13     | Robin Naborg          | 1 min 30 s 351 |
| 14     | Mior Hafiz            | 1 min 30 s 428 |
| 15     | Ian Andersen          | 1 min 30 s 448 |
| 16     | Martynas Sidunovas    | 1 min 30 s 590 |
| 17     | Charles Theseira      | 1 min 30 s 636 |
| 18     | Yat Lam Law           | 1 min 30 s 692 |
| 19     | Thananon Inthongsuk   | 1 min 30 s 720 |
| 20     | Félix Ferir           | 1 min 30 s 805 |
| 21     | Bernal Valverde       | 1 min 30 s 934 |
| 22     | Archil Tsimakuridze   | 1 min 30 s 970 |
| 23     | Yin Zheng             | 1 min 30 s 988 |
| 24     | Vasili Anufriev       | 1 min 31 s 035 |
| 25     | Kirill Piletsky       | 1 min 31 s 612 |
| 26     | Dávid Nemček          | 1 min 31 s 669 |
| 27     | Daniel Gutierrez      | 1 min 33 s 349 |
| 28     | Valentin Latkovski    | 1 min 33 s 512 |
| 29     | Filip Mareš           | 1 min 33 s 839 |
| 30     | Rashed Al-Rashdan     | 1 min 34 s 973 |

#### Courses qualificatives
| Class. | Pilote              |
| ------ | ------------------- |
| 1      | Mikail Hizal        |
| 2      | Benjámin Báder      |
| 3      | Marcin Świderek     |
| 4      | Robin Naborg        |
| 5      | Thananon Inthongsuk |
| 6      | Fredy Eugster       |
| 7      | Vasili Anufriev     |
| 8      | Yat Lam Law         |
| 9      | Kirill Piletsky     |
| 10     | Rashed Al-Rashdan   |

| Class. | Pilote                |
| ------ | --------------------- |
| 1      | Cody Nikola Latkovski |
| 2      | Tommy Østgaard        |
| 3      | Yi Teng Chou          |
| 4      | Leon Ackerman         |
| 5      | Mior Hafiz            |
| 6      | Félix Ferir           |
| 7      | Yin Zheng             |
| 8      | Charles Theseira      |
| 9      | Dávid Nemček          |
| 10     | Filip Mareš           |

| Class. | Pilote              |
| ------ | ------------------- |
| 1      | Bernal Valverde     |
| 2      | Stefano Conte       |
| 3      | James Baldwin       |
| 4      | Ian Andersen        |
| 5      | Krišs Jaunzemis     |
| 6      | Keith Dempsey       |
| 7      | Martynas Sidunovas  |
| 8      | Archil Tsimakuridze |
| 9      | Valentin Latkovski  |
| 10     | Daniel Gutierrez    |

| Class. | Pilote              |
| ------ | ------------------- |
| 1      | Leon Ackerman       |
| 2      | Robin Naborg        |
| 3      | Mior Hafiz          |
| 4      | Fredy Eugster       |
| 5      | Félix Ferir         |
| 6      | Krišs Jaunzemis     |
| 7      | Martynas Sidunovas  |
| 8      | Ian Andersen        |
| 9      | Keith Dempsey       |
| 10     | Vasili Anufriev     |
| 11     | Thananon Inthongsuk |
| 12     | Yin Zheng           |

#### Finale
| Class. | Pilote                |
| ------ | --------------------- |
| 1      | Cody Nikola Latkovski |
| 2      | Bernal Valverde       |
| 3      | Stefano Conte         |
| 4      | James Baldwin         |
| 5      | Robin Naborg          |
| 6      | Mikail Hizal          |
| 7      | Marcin Świderek       |
| 8      | Mior Hafiz            |
| 9      | Leon Ackerman         |
| 10     | Benjámin Báder        |
| 11     | Tommy Østgaard        |
| 12     | Yi Teng Chou          |